# Brendan Perry
Brendan Michael Perry (London, 1959. június 30. - ) Londonban született zenész és zeneszerző, ismertségét a Dead Can Dance nevű zenekarral elért sikereinek köszönheti.

## Életrajz

### Korai évek
Brendan Perry Londonban született, ír anyától és angol apától. A család 1973-ban Aucklandbe költözött, és nem sokkal ez után, 14 évesen kezdett gitározni. Első zenekara már itt, Új-Zélandon a The Scavengers volt, ahol a Ronnie Recent álnevet használta. Mivel nem szerettek volna a züllő punk-közegbe tartozni, ahol hirtelen elterjedt a heroin, ennek következményeként pedig sok fiatal börtönbe került vagy korán meghalt, 1978-ban Melbournebe költöztek, és nevüket The Marching Girlsre változtatták. Brendan a zenekarból 1981-ben szállt ki, mert szerette volna saját zenei elképzeléseit megvalósítani.

### Dead Can Dance
Még ugyanebben az évben megalapította Simon Monroeval és Paul Eriksonnal a Dead Can Dancet, ahová néhány hónappal később Lisa Gerrard is csatlakozott ütősként és háttérénekesként. 1989-ben Lisa Gerrard Ausztráliába, Brendan Perry pedig Írországba költözött, ám ez a közös munkát lényegében nem akadályozta. 1998-as feloszlásukig hét sorlemezt adtak ki, és bár jelentős sikereket értek el, a két főszereplő, Lisa Gerrard és Brendan Perry zenei nézetkülönbségek miatt végül feloszlatta a zenekart. Először 2005-ben alakultak újra egy világ körüli turné, majd pedig 2011-ben egy új lemez és egy újabb világ körüli turné erejéig.

## Szólólemezek
- Eye of the Hunter (1999)
- Ark (2010)